# 1809 no jornalismo
Nesta página encontrará referências aos acontecimentos directamente relacionados com o jornalismo ocorridos durante o ano de 1809.

## Eventos
- Publicação em Londres do jornal português "Argus". Deixou de ser publicado ainda no mesmo ano.

## Nascimentos
| Data           | Nome                             | Profissão                                                            | Nacionalidade  | Observações | Ref |
| -------------- | -------------------------------- | -------------------------------------------------------------------- | -------------- | ----------- | --- |
| 24 de março    | Mariano José de Larra            | escritor e jornalista                                                | Espanha        | m. 1837     |     |
| 19 de junho    | Marcelino Antônio Dutra          | professor, promotor público, poeta, jornalista polemista e político  | Brasil Colônia | m. 1869     |     |
| 2 de dezembro  | Paula Brito                      | editor, jornalista, escritor, poeta, dramaturgo, tradutor e letrista | Brasil Colônia | m. 1861     |     |
| 26 de dezembro | José Estêvão Coelho de Magalhães | jornalista, político e orador parlamentar                            | Portugal       | m. 1862     |     |

## Mortes
| Data | Nome | Profissão | Nacionalidade | Observações | Ref |
| ---- | ---- | --------- | ------------- | ----------- | --- |